# Stal Stalowa Wola (hokej na lodzie)
Stal Stalowa Wola – sekcja hokeja na lodzie klubu sportowego ZKS Stal Stalowa Wola. Sekcja została rozwiązana w 1960 roku.

## Historia
Sekcja została zorganizowana w grudniu 1951. W latach 50. drużyna brała udział w rozgrywkach ligi okręgowej rzeszowskiej. W swoim pierwszym sezonie Stal występowała w edycji 1951/1952, a 10 lutego 1952 Stal na obiekcie Spójni w Rzeszowie zajęła drugie miejsce w turnieju finałowym tych rozgrywek. Pod koniec 1952 rozpoczęto budową nowego lodowiska sekcji. Na początku lutego 1954 Stal wygrała te rozgrywki. W tym samym miesiącu bez powodzenia rywalizowała w turnieju półfinałowym w Lublinie o wejście do finałów mistrzostw Polski 1953/1954. W 1955 Stal obroniła tytuł mistrzowski w województwie, pokonując w decydującym meczu Spartę Rzeszów 5:1 (2:0, 1:0, 2:1). W 1956 Stal zajęła trzecie miejsce w turnieju finałowym w Rzeszowie, ulegając ekipom rzeszowskim: Stali i Resovii. Stal była awizowana do uczestnictwa w sezonie 1957/1958, jednak w jego trakcie została skreślona drużyna Stali Stalowa Wola z uwagi na niezgłoszenie drużyny do PZHL, nieuiszczenie opłat wpisowych oraz nierespektowanie decyzji ROZHL. Z uwagi na powyższe przed nowym sezonem 1958/1959 Stal została ulokowana w klasie B rozgrywek. W kolejnym sezonie 1959/1960 Stal została przyporządkowana do klasy A w jej Grupie I, jednak w styczniu 1960 drużyna wycofała się z rozgrywek. W 1960 drużyna hokejowa Stali przerwała działalność.
W styczniu 1954 w Krośnie zespół juniorski Stali zwyciężył mistrzostwach województwa rzeszowskiego. W lutym tego roku zajęli drugie miejsce w ogólnopolskim turnieju półfinałowym w Nowym Targu, awansując do finałów mistrzostw Polski, w których ostatecznie nie wystąpili. W 1956 juniorska Stal zajęła w turnieju finałowym drugie miejsce przegrywając z Resovią bilansem bramkowym.